# Cyllognatha
Cyllognatha là một chi nhện trong họ Theridiidae.